# Опасная музыка
Опасная музыка (англ. Danger music) — экспериментальная форма авангардной музыки и исполнительского искусства XX и XXI-го веков. Основана на идее о том, что исполнение некоторых музыкальных произведений должно подразумевать либо нанесение реального физического вреда исполнителю, слушателю или окружающей среде, либо по крайней мере обладать таким разрушительным потенциалом вне зависимости от того, будет ли исполнено произведение вообще. Кайл Ганн (англ. Kyle Gann) описывает в своей книге «Music Downtown: Writings from the Village Voice», как композиция Такехиса Косуги (англ. Takehisa Kosugi) Music for a Revolution побуждает исполнителя «выколоть один глаз через 5 лет и сделать то же самое с другим глазом 5 лет спустя». Подобные произведения также иногда называют антимузыкальными, так как они, казалось бы, восстают против самой концепции музыки. Опасная музыка часто тесно связана с композиторской школой Флюксус, особенно с работами Дика Хиггинса (англ. Dick Higgins), написавшим серию произведений под названием «Danger Music».

## Концепция

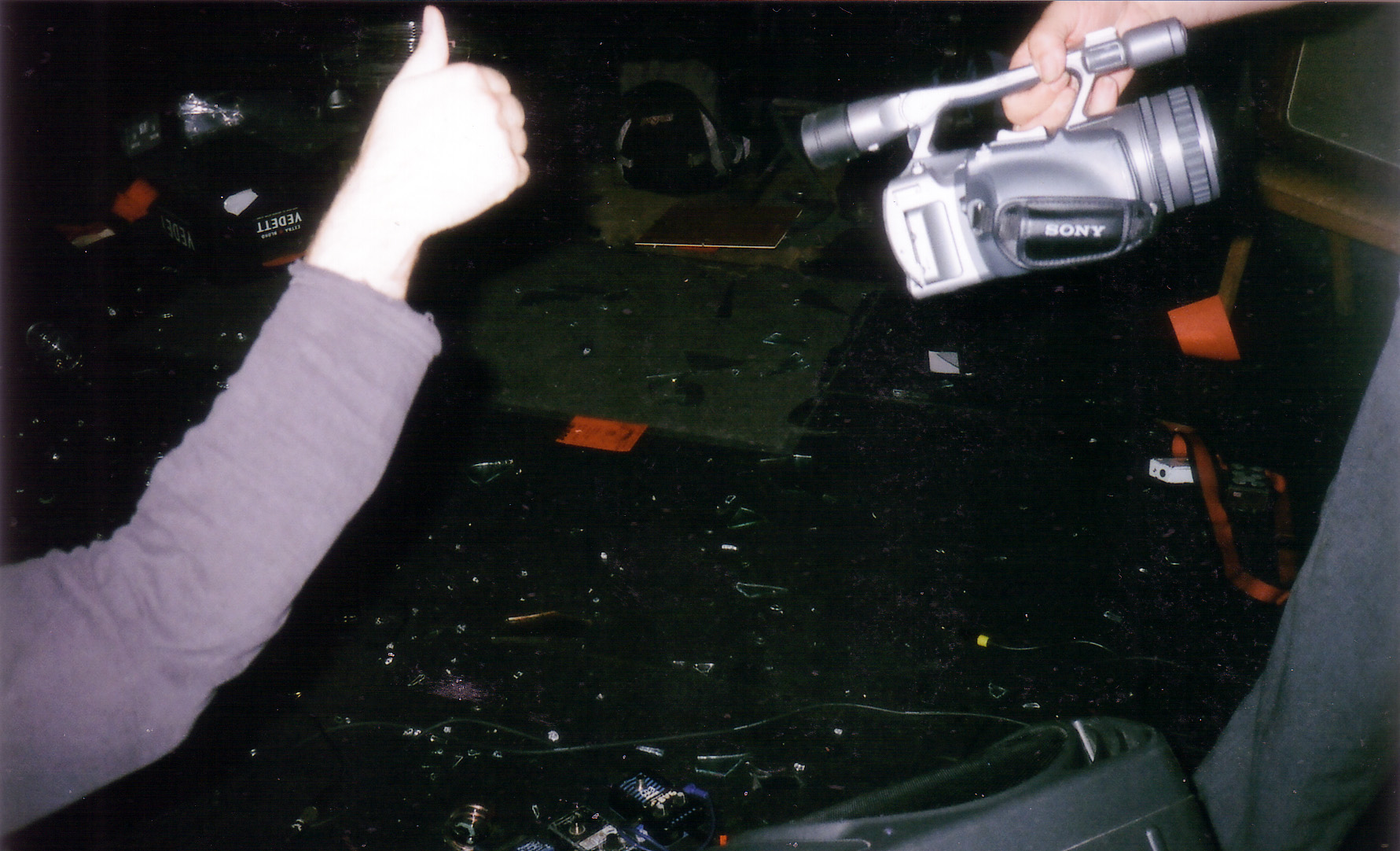
Сцена, усыпанная битым стеклом после выступления австралийского нойз-музыканта Джастиса Йелдхэма. Йелдхэм играет на самодельном стеклянном инструменте, часто разбивая его во время выступлений и получая ранения лица.

Как и во многих формах концептуальной музыки и исполнительского искусства, границы между музыкой и театром, искусством и социальным протестом в опасной музыке не всегда ясны или очевидны, что наделяет её некоторыми общими чертами с перформансами таких артистов, как Марк Полин (англ. Mark Pauline) и Крис Бёрден. Отдельные исполнители опасной музыки использовали на сцене настолько громкие звуки, что буквально оглушали всех присутствующих, а другие закидывали аудиторию петардами.
Нойз-группа Ямацуки Айя (англ. Yamantaka Eye) Hanatarash была известна своими опасными публичными выступлениями; во время наиболее известного из них Ай проехался за рулём экскаватора по сцене, разрушив стену клуба. Перед началом одного из выступлений группы в Токио его зрителей требовали оформить письменный отказ от претензий к группе и устроителям концерта в случае получения вреда здоровью.
Другая опасная музыка включает в себя более символические формы опасности — например, «Опасная музыка для Дика Хиггинса (англ. Dick Higgins)» Нам Джун Пайка, в которой исполнитель намеревается «проползти во влагалище живого кита», или идея исполнения композиции с неуклонно возрастающей громкостью звука, достаточной, чтобы вызвать у публики опасения услышать «коричневую ноту».

## Музыкальные коллективы
- Hanatarash
- Farmer Joe & The Ignorant Corpses
- Crash Worship[англ.]
- CROWN NOW
- Ex-Crown
- niku daruma
- らららら
- Nacadamia Nutcase
- C.C.C.C.